# Pietro Poppi
Pietro Poppi (* 29. April 1833 in Cento; † 21. April 1914 in Bologna) war ein italienischer Fotograf und Maler.

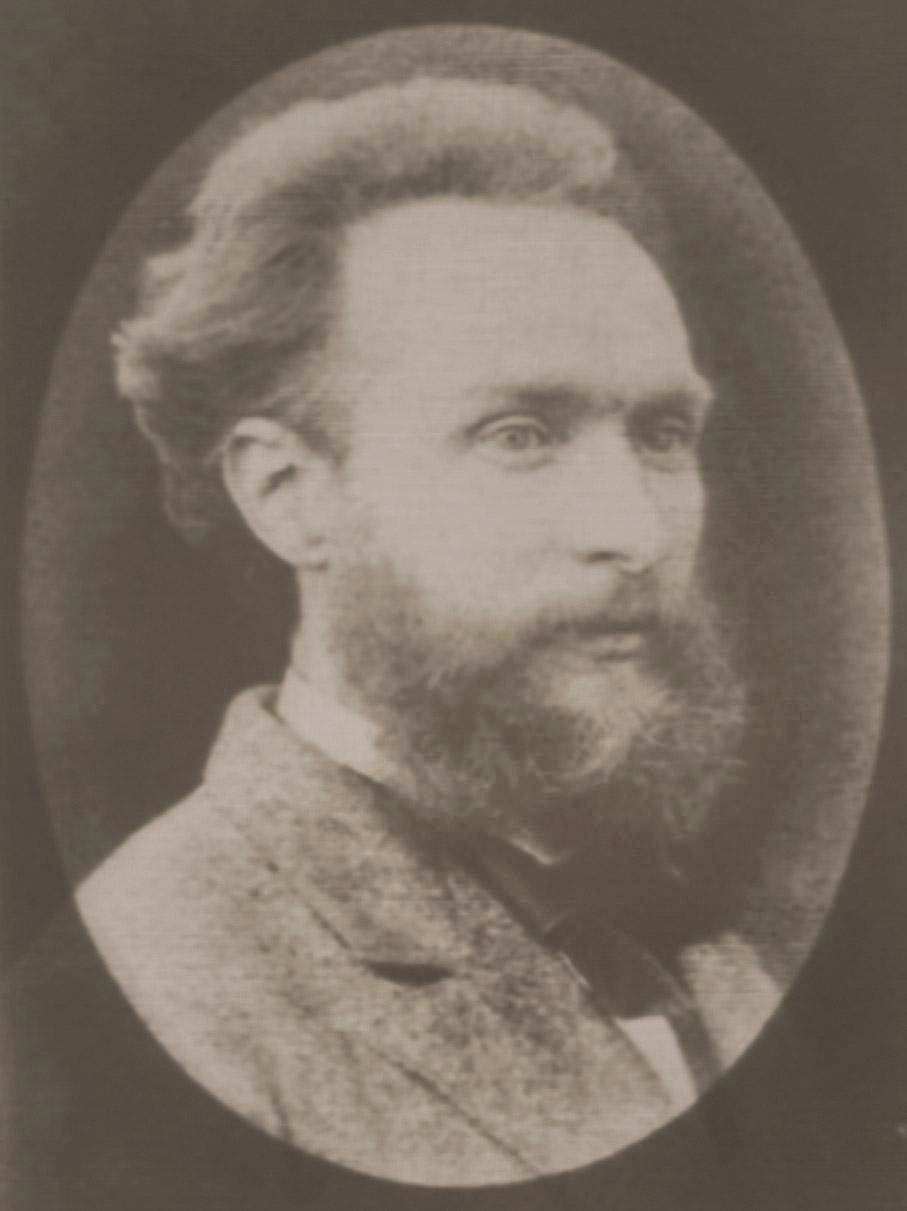
Fotoporträt von Pietro Poppi

## Leben
Er stammte aus einfachen Verhältnissen und war das dritte von sieben Kindern. 1850 schrieb er sich an der Accademia di Belle Arti di Bologna ein, die er ein Jahr lang besuchte. 1868 heiratete er Francesca Buriani, im Jahr darauf wurde Aurelia geboren. Im Jahr 1870 starben seine Frau und seine Tochter innerhalb weniger Monate. Pietro Poppi starb 1914 in Bologna, nachdem er eine intensive fotografische Tätigkeit im Bereich der Stadt- und Vorstadtlandschaften ausgeübt hatte.

## Pietro Poppi und die Malerei

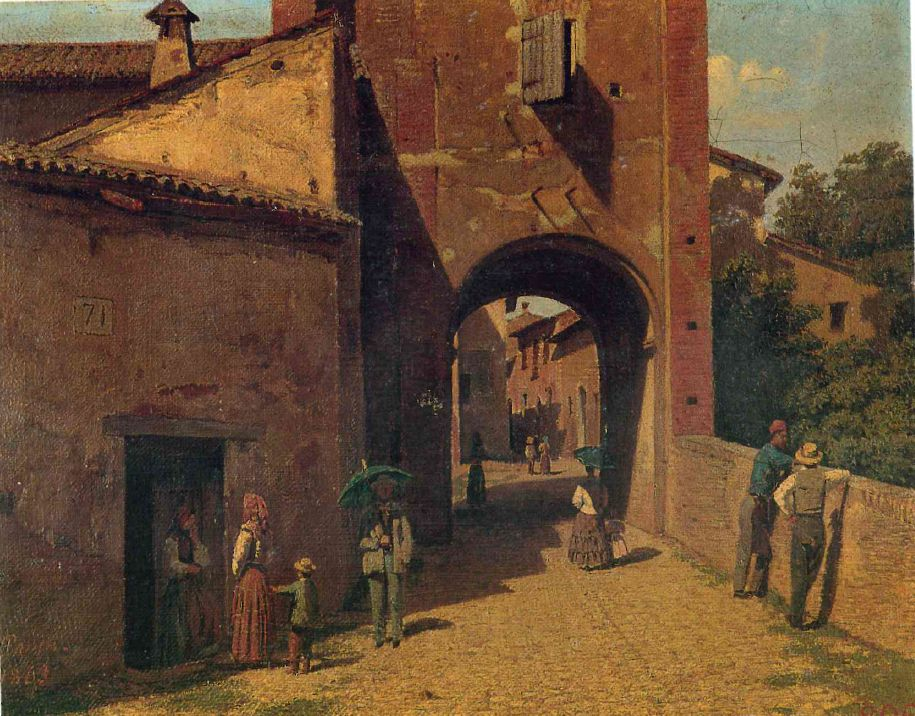
Pietro Poppi. Öl auf Leinwand, 1863. Ansicht von Dozza. Pinacoteca Nazionale di Bologna.

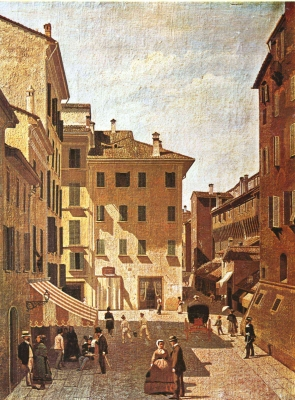
Pietro Poppi. Olio auf Leinwand. Blick auf die Piazzetta dell’Aurora und die Via delle Asse, heute Via IV Novembre, mit den geöffneten Geschäften und Festzelten und den flanierenden Frauen, Männern und Kutschen. Auf der rechten Seite der Palazzo d’Accursio. Sammlung Fondazione Cassa di Risparmio, Bologna.

Poppi schrieb sich 1850 an der Schule für Ornamentik der Päpstlichen Akademie der Schönen Künste in Bologna ein und besuchte auch den Kurs für Perspektiven. Er besuchte die Akademie ein Jahr lang und lernte Luigi Serra, Luigi Bertelli, die Guardassoni und andere bedeutende Bologneser Künstler kennen. Zwischen 1852 und 1864 nahm Poppi mit seinen Gemälden an den Ausstellungen der Akademie der Schönen Künste teil, und im Laufe der Jahre wurden acht seiner Gemälde mit Dorfmotiven verkauft.
Von 1855 bis 1858 nahm er auch an den Esposizioni di Belle Arti, Agraria e Industria in Bologna teil. Der Gegenstand des Interesses des Malers war das reale Land, die Stadt und die Vorstadt... In all diesen Jahren war er, wie in den Personenstandsregistern vermerkt, hauptsächlich als Landschaftsmaler tätig. Schon vor 1857, als die Nichte von Napoleon Bonaparte, Prinzessin Letizia Murat Pepoli, das Gemälde Campagna lambita da corrente di fiume von Pietro Poppi kaufte, konnte Pietro Poppi als etablierter Maler angesehen werden.
Die moderne Haltung von Antonio Basoli, Professor für Architekturornamentik an der Akademie, hatte einen großen Einfluss auf die Ausbildung von Poppi, der den Übergang von der phantastischen zur romantischen Darstellung der realen Landschaft bereitwillig annahm. Man beachte die Geschicklichkeit des repräsentativen Grundrisses, die Sorgfalt der architektonischen Wiedergabe, die sehr getreu und noch heute nachweisbar ist (es handelt sich um die heutige Piazza IV Novembre, die an die Piazza Maggiore angrenzt) und von der man sagen könnte, dass sie, wie bei Basoli, mit Hilfe der Camera Ottica entstanden ist.
1863 eröffnete er aus wirtschaftlichen Gründen ein Schreibwarengeschäft in der Via Mercato di Mezzo 56, im selben Gebäude, in dem der französische Fotograf Emilio Anriot sein Atelier hatte. Das kulturelle Klima, in dem sich Poppi befand (Accademia di Belle Arti) und das Gebäude des Mercato di Mezzo, in dem die Fotografie erörtert und erprobt wurde, begünstigten seine Ausbildung und den Beginn seiner beruflichen Tätigkeit.
Es ist auch anzunehmen, dass die Nähe des Ateliers von Anriot und die neuen Beziehungen zu einem anderen, aber verwandten Metier den jungen Poppi zunächst faszinierten und dann in seinen Bann zogen, so dass er Vertrauen in das neue Medium fasste, mit seiner ihm innewohnenden und unbestreitbaren Fähigkeit, der Wahrheit treu zu bleiben und der Phantasie des Künstlers unendliche neue Möglichkeiten zu eröffnen. Es ist sicher, dass die Tatsache, als Maler geboren worden zu sein, das gesamte neue Leben von Pietro Poppi beeinflusst hatte.
Im Jahr 1893 gehörte er zu den Gründungsmitgliedern der Bologneser Künstlervereinigung Francesco Francia.

## Pietro Poppi und die Fotografie

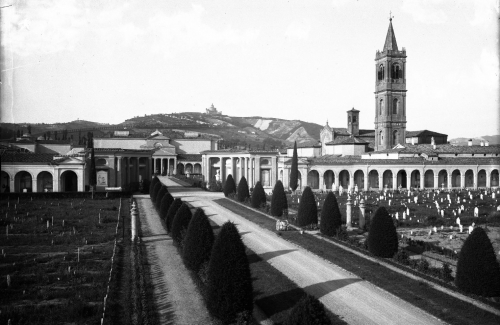
Pietro Poppi. Bromsilbergelantinenegativ, vor 1897.Camposanto di Bologna. Cimitero Monumentale della Certosa di Bologna. Collezione Fondazione Cassa di Risparmio.

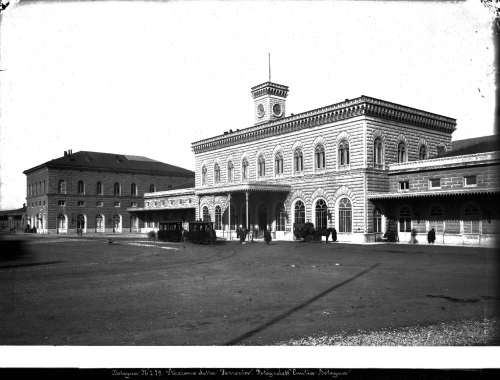
Pietro Poppi.Bromsilbergelantinenegativ, 1876–79. Stazione della ferrovia. Bahnhof Bologna Centrale. Collezione Fondazione Cassa di Risparmio.

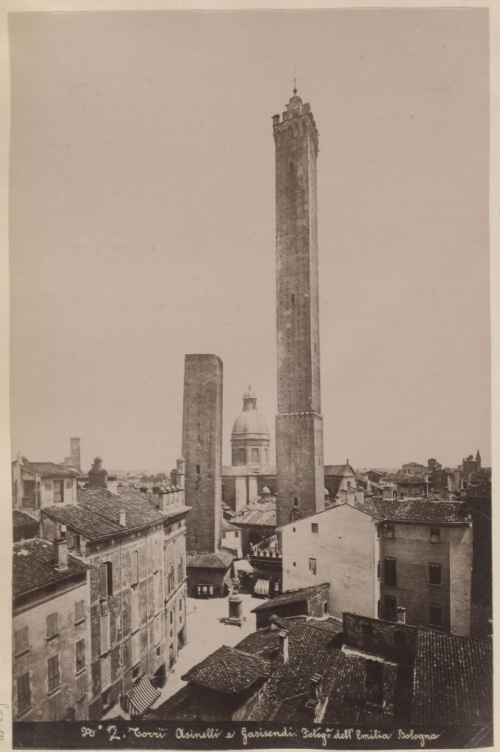
Pietro Poppi. Bromsilbergelantine. Druck auf Papier. Vor 1871. Piazza di Porta Ravegnana, Due Torri und Statue von San Petronio vom Albergo dei Quattro Pellegrini aus gesehen. Collezione Fondazione Cassa di Risparmio.

Ab 1865 war Poppi Eigentümer der Firma Fotografia dell’Emilia. Im Jahr 1870 zog Poppi in die Via San Mamolo 101 um. 1907 verkaufte er das Unternehmen an Luigi Monari und Armando Bacchelli, die es ihrerseits weiterverkauften, bis es schließlich 1921 geschlossen wurde. Der letzte Besitzer, Alfonso Zagnoli, verkaufte 1940 die gesamte Sammlung von Platten und Positiven an die Cassa di Risparmio in Bologna und rettete damit die wichtigste fotografische Sammlung der Stadt aus dem 19. Jahrhundert. Poppis Bildkultur war ausschlaggebend für die Spezialisierung des Unternehmens auf Stadtbeschreibungen und Kunstreproduktionen.

### Kataloge, Ausstellungen und Auszeichnungen
1866 veröffentlichte Il Monitore di Bologna einen Artikel über die öffentliche Anerkennung des Stabilimento fotografico dell’Emilia für die Reproduktion von Kunstwerken, darunter die Platten des Inferno von Gustave Doré. In dieser Phase beschloss Poppi auch, sich der Dokumentation des architektonischen Erbes von Bologna zu widmen, einem Gebiet, mit dem sich Anriot vor seiner Abreise aus Italien beschäftigt hatte.
Im Jahr 1871 veröffentlichte Poppi den ersten Katalog mit Fotografien der Emilia: Der größte Teil des ersten Katalogs bestand aus den wichtigsten Sehenswürdigkeiten der Stadt, denen er einige Landschaftsaufnahmen von Ravenna und einige Ansichten von Rom hinzufügte. Viele der Aufnahmen zeigen auch den Certosa-Komplex, den damals neuen Palazzo della Cassa di Risparmio des Architekten Giuseppe Mengoni und das Bahnhofsgebäude.
1879 erschien der zweite Katalog, in dem sich Poppi als Peintre-photographe und Membre correspondant de la R. Académie Raffaello a Urbino vorstellte. Der Katalog enthält sowohl Aufnahmen aus Bologna als auch aus Ravenna und Urbino. Nach diesem zweiten Katalog, der in französischer Sprache veröffentlicht wurde, wurde Poppi 1880 zusammen mit Alinari und Brogi Lieferant der Bibliothèque photographique von Adolphe Giraudon.
1881 nahm er an der Nationalausstellung in Mailand teil und veröffentlichte 1883 seinen dritten Katalog.
1888, kurz vor der Grande Esposizione Emiliana, veröffentlicht Poppi einen weiteren Catalogo generale della Fotografia dell’Emilia für den Verlag Fava und Garagnani. In diesem Jahr erhielt er eine nationale Auszeichnung: er wurde zum offiziellen Fotografen der Grande Esposizione Emiliana ernannt und erhielt eine Goldmedaille und eine besondere Erwähnung der Königin von Italien. Im selben Jahr realisiert er einen Katalog für die Republik San Marino.
Im Jahr 1890 gewann er eine Silbermedaille auf der Esposizione Italiana di Architettura di Torino. Bei verschiedenen Gelegenheiten arbeitete er mit Alfonso Rubbiani an fotografischen Studien und architektonischen Dokumentationen. Die Sammlung von Pietro Poppi ist von großer historischer und dokumentarischer Bedeutung, da die Stadt Bologna nach der Verabschiedung des Generalplans von 1889 eine tiefgreifende städtebauliche Umgestaltung erfuhr.
Die überlieferten Fotografien decken den Zeitraum von 1867 bis zu den ersten Jahren des 20. Jahrhunderts ab und zeigen eine Stadt, die ganz anders aussah als heute, als sie nach der Vereinigung Italiens eine radikale wirtschaftliche, architektonische und städtebauliche Umgestaltung erfuhr: von einer mittelalterlichen Stadt, die noch von ihren Mauern aus dem 14. Jahrhundert umgeben war, zu einem modernen Ballungsgebiet, das sich in Richtung Land ausdehnt.
Das Stadtzentrum erlebte einen epochalen Wandel, und gerade deshalb sind die Bilder von Pietro Poppi von grundlegender Bedeutung: Sie zeigen eine Stadt, die teilweise nicht mehr existiert oder zumindest ihr Aussehen verändert hat. Darüber hinaus war Poppi selbst Maler und wurde von den Vedutenmalern des 18. und 19. Jahrhunderts beeinflusst: Aus diesem Grund sind die Bildausschnitte seiner Fotografien auch heute noch gekonnt, und seine Aufnahmen wurden von anderen Fotografen, die später nach ihm kamen, übernommen